# (36227) 1999 UR5
1999 يو أر 5 (ويعرف أيضًا باسم (36227) 1999 يو أر 5 وفق تسمية الكوكب الصغير) (بالإنجليزية: 1999 UR5)‏ هو كويكب ضمن حزام الكويكبات؛ وترتيبه 36227 من حيث الاكتشاف.
اكتُشف هذا الجُرم الفلكي بواسطة ماسح السماء كاتالينا في 29 أكتوبر 1999.

## وصلات خارجية
- (36227) 1999 UR5 في قاعدة بيانات مختبر الدفع النفاث لأجرام النظام الشمسي الصغيرة

- الاكتشاف · مخطط المدار ·  العناصر المدارية · المعلمات المادية

- (36227) 1999 UR5 على موقع ويكي سكاي: DSS2, SDSS, GALEX, IRAS, Hydrogen α, X-Ray, Astrophoto, Sky Map, Articles and images